# Santa Claus (album)
Pour les articles homonymes, voir Santa Claus.
Santa Claus est un album de bande dessinée pour la jeunesse.
- Scénario, dessins et couleurs : Michael G. Ploog

## Publication

### Éditeurs
- Delcourt : première édition  (ISBN 2-906187-57-7) (1992).
- Delcourt (Collection Jeunesse) :  (ISBN 2-84789-521-3) (2004).